# Meydan, Mutki
Meydan là một xã thuộc huyện Mutki, tỉnh Bitlis, Thổ Nhĩ Kỳ. Dân số thời điểm năm 2011 là 417 người.

## Dân số
| Dân số xã Meydan | Dân số xã Meydan |
| ---------------- | ---------------- |
| 2020             | 395              |
| 2019             | 410              |
| 2018             | 418              |
| 2017             | 391              |
| 2016             | 385              |
| 2015             | 382              |
| 2014             | 397              |
| 2013             | 411              |
| 2012             | 404              |
| 2011             | 417              |
| 2010             | 439              |
| 2009             | 441              |
| 2008             | 432              |
| 2007             | 413              |
| 2000             | 378              |
| 1990             | 607              |
| 1985             | 642              |
| 1965             | 621              |